# Psalydolytta freudei
Psalydolytta freudei es una especie de coleóptero de la familia Meloidae.

## Distribución geográfica
Habita en Ghana y Camerún.